# Montalto di Castro
Montalto di Castro – miejscowość i gmina we Włoszech, w regionie Lacjum, w prowincji Viterbo.
Według danych na rok 2004 gminę zamieszkuje 7645 osób, 40,4 os./km².
W Montalto di Castro urodziła się Alice Sabatini, Miss Włoch w 2015.